# Marché de bloc
Un Marché de bloc est un marché boursier de gré à gré où sont échangés des actions par paquets importants entre grands investisseurs institutionnels, qui préfèrent traiter avec des égaux pour ne pas avoir à trop fractionner leurs ordres.

## Histoire
Les marchés de bloc ont pendant longtemps été peu automatisés avant de recourir à l'électronique sous la forme de marché dirigé par les ordres et de s'opposer ainsi aux marchés dit « de contrepartie » ou encore « "dirigé par les prix », qui ont dominé jusqu'au milieu des années 1980 en France et sont toujours utilisés à Wall Street. Celui de Wall Street fait aussi office de « marché de bloc ». Pour chaque grande valeur, il existe aussi à Wall Street un « teneur de marché » ou « spécialiste », qui entre en concurrence avec les placeurs d’ordres « à cours limité », ce qui a de longue daté évité aux fonds de pension américains d'avoir à fractionner leurs ordres de bourse les plus importants. 
Le succès du Nasdaq américain fut au contraire longtemps terni par les fourchettes de prix offertes par ses « teneurs de marché », jugées excessivement larges et donc pénalisantes pour les investisseurs. 
Dans les années 1980, la Bourse de Londres a créé son  électronique, réservé aux grandes sociétés déjà cotées dans d'autres pays d'Europe. Baptisé SEAQ international, il servait surtout aux grands investisseurs à échanger des « blocs d’actions » dans la discrétion. Les autres bourses se sentent alors directement concurrencées, en particulier Paris, où existe depuis 1893 un impôt de Bourse. Cet impôt est supprimé en 1994 et un marché de bloc est créé à Paris. Le SEAQ londonien perd alors de l’importance. 
En 2002, l'introduction du logiciel « SuperMontage » sur le Nasdaq permet l’exécution automatique de certaines transactions, ce qui apporte par ailleurs une discrétion aux ordres, tout au moins avant leur exécution.